# عزيل عبد القادر (بلدية)
عبد القادر عزيل بلدة وبلدية تابعة لدائرة الجزار في ولاية باتنة بالجزائر.

## وصلات خارجية
- باتنة أنفو: موقع باتنة للأخبار.
- إذاعة باتنة الجهوية: الموقع الرسمي.

1. ↑  إحصاء سكان باتنة. نسخة محفوظة 03 مارس 2016 على موقع واي باك مشين.
2. ↑  "الموقع الرسمي لوزارة الداخلية والجماعات المحلية والتهيئة العمرانية". www.interieur.gov.dz (بar-aa). Archived from the original on 2023-06-03. Retrieved 2025-08-01.{{استشهاد ويب}}:  صيانة الاستشهاد: لغة غير مدعومة (link)